# Hatuey de Camps
Hatuey de Camps Jiménez (Cotuí, 29 de junio de 1947 - Santo Domingo, 26 de agosto de 2016) fue un dirigente histórico de la política dominicana del siglo XX.

## Biografía
Nació el 29 de junio de 1947 en Cotuí (entonces en la provincia La Vega, actualmente en la provincia Sánchez Ramírez), hijo de Miguel Ángel de Camps Cortes, (violinista de los fundadores de la Sinfónica Nacional, hacendado agrícola, diputado, cónsul en Hamburgo y embajador en Nicaragua) y de Orfelina Jiménez Jerez (profesora).
Su primogénito es Raul De Camps Narpier hijo de la periodista y productora de televisión Irene Narpier. A finales de los años setenta se casó con Cecilia García, actriz y cantante dominicana, con quien tuvo 2 hijos: Hatuey y Luis Miguel de Camps García, luego se divorció. Volvió a contraer matrimonio con la presentadora de televisión Milagros Germán, con quien engendró 3 hijos: Milagros Marina, Álvaro Hatuey, y Andreas Salomé de Camps Germán.
Contrajo nupcias por tercera ocasión, con la heredera estadounidense Dominique Blühdorn Le Marrec, hija de la francesa Yvette M. Le Marrec (oriunda de París) y del inversionista austríaco Charles G. Blühdorn (nativo de Viena), fundador de la extinta Gulf and Western, y desarrollador en República Dominicana de Casa de Campo (La Romana) y Altos de Chavón. Con Bluhdorn ha procreado 4 hijos, tres de ellos trillizos: Gabriela, Charles, Alexandra y Olivia De Camps.
Doctor en Filosofía y Letras en la Universidad Complutense de Madrid (España). Graduado en Planificación Económica y Desarrollo, en el Instituto para el Desarrollo del Área Iberoamericana (ISDIBER).

### Política
Con la llegada del Partido Revolucionario Dominicano (PRD), se orienta a la actividad política. Era una de las figuras más emblemáticas del Partido Revolucionario Dominicano.
En abril del 1965, funda el Frente Revolucionario Estudiantil Nacionalista (FREN). Ingresa a la Universidad Autónoma de Santo Domingo, matriculado 1965-66, y allí combina sus estudios de Filosofía con la lucha estudiantil por un presupuesto universitario de Medio Millón de pesos mensuales. Llegó a ser el presidente de la Federación de Estudiantes Dominicanos, y siendo presidente de la Federación, leyó el panegírico en el velatorio del dirigente y compañero estudiantil Amín Abel Hasbún asesinado durante el docenio de Joaquín Balaguer.
Diputado al Congreso Nacional en 1978, ocupa las funciones de director general de Radio Televisión Dominicana por mes y medio de modo honorífico. En 1979 fue designado Presidente de la Cámara de Diputados, cargo que ocuparía hasta 1982. Durante su gestión se creó la Ley que obliga a los funcionarios realizar una declaración jurada de bienes.
En 1982 fue secretario (ministro) de la presidencia en el gobierno del Dr. Salvador Jorge Blanco. Fue el organizador de los funerales del Dr. José Francisco Peña Gómez, en las que el pueblo humilde le tributó la más multitudinaria muestra de amor, acompañándole hasta el camposanto, lugar en que se le dio el último adiós a su amigo de siempre y donde la dirigencia política nacional e internacional de todos los matices le rindió el más extraordinario tributo póstumo a líder alguno.

### Salida del Partido Revolucionario Dominicano
Luego de intensas contradicciones con el entonces presidente de la República y compañero de partido Hipólito Mejía, por su postura de no reelección, Hatuey en el 2003 - 2004 pidió a la población "votar por quien sea ", pero no por Hipólito. Esto causó más rencillas entre ellos.
Fue Secretario General del Partido Revolucionario Dominicano y presidente del mismo hasta el año 2004. Después renuncia del PRD ya que la alta dirigencia, se había alejado de los ideales de su histórico líder, el Dr. Peña Gómez. A razón de esto, el Lic. De Camps formó el Partido Revolucionario Social Demócrata.

## Impulsos como diputado
- Creación del INFOTEP.
- Creación de las provincias de Monte Plata y Monseñor Nouel.

## Candidatura presidencial en 2016
De Camps participó en las elecciones generales de 2016 encabezando la boleta presidencial de su Partido Revolucionario Social Demócrata. Además participó en el primer debate presidencial en la historia de la República Dominicana. Él fue el único candidato presidencial opositor que felicitó a Danilo Medina por su victoria en la elección.

## Salud
En mayo de 2006, le fue detectada a De Camps una oclusión intestinal atribuida a una diverticulitis razón por la que requirió urgentemente una cirugía en el Columbia Presbyterian Medical Center de Nueva York. El siguiente mes, De Camps reveló que le había sido extirpado un tumor canceroso en el colon.
A finales de 2015 su estado de salud empeoró y De Camps presentaba una figura desmejorada. El 25 de mayo de 2016, tras las elecciones generales, trascendió el rumor que De Camps había fallecido, versión que fue desmentida; De Camps se encontraba en su residencia aquejado por una gripe. El día siguiente fue internado en la Clínica Corazones Unidos pues su afección había derivado en neumonía; a los pocos días le fue dado el alta médico.

## Muerte y funeral de Estado
De Camps falleció en su residencia el 26 de agosto de 2016 tras una larga batalla contra el cáncer. El día siguiente sus restos fueron expuestos en el Congreso Nacional. Cuando apenas empezaba el velatorio de Hatuey De Camps, en la funeraria Blandino a los presentes les sorprendió la noticia de que su hermano Luis Alberto De Camps también había muerto.
El fallecimiento de Luis De Camps fue confirmado por Miguel De Camps, otro de sus hermanos.
Se desconocen los padecimientos que tenía Luis Alberto De Camps, quien llevaba varios días ingresado en la clínica Corazones Unidos.